# Kewanna (Indiana)
Kewanna es un pueblo ubicado en el condado de Fulton en el estado estadounidense de Indiana. En el Censo de 2010 tenía una población de 613 habitantes y una densidad poblacional de 445,73 personas por km².

## Geografía
Kewanna se encuentra ubicado en las coordenadas 41°1′9″N 86°24′45″O / 41.01917, -86.41250. Según la Oficina del Censo de los Estados Unidos, Kewanna tiene una superficie total de 1.38 km², de la cual 1.38 km² corresponden a tierra firme y (0%) 0 km² es agua.

## Demografía
Según el censo de 2010, había 613 personas residiendo en Kewanna. La densidad de población era de 445,73 hab./km². De los 613 habitantes, Kewanna estaba compuesto por el 96.25% blancos, el 1.14% eran afroamericanos, el 0.33% eran amerindios, el 0.16% eran asiáticos, el 0% eran isleños del Pacífico, el 0.16% eran de otras razas y el 1.96% pertenecían a dos o más razas. Del total de la población el 2.12% eran hispanos o latinos de cualquier raza.